# TOM Online
A TOM Online internetes cég Kínában. A népszerű kínai nyelvű internetes portál (www.tom.com) online és mobiltelefon-szolgáltatásokkal foglalkozik, beleértve a Wi-Fi internetezést és az online hirdetéseket. A többségi részvénytulajdonos a TOM Group. A kanadai állampolgárságú, kínai Li Ka-shing 1997-ben alapította vállalkozását. (Két gyereke, Viktor Li és Richard Li szintén üzletember.)
A Hongkongi Értéktőzsdén, a HKGEM-en 2004. március 11-én jegyezték először. A NASDAQ listájára 2004. március 10-én került fel. A Hongkongi Értéktőzsde listáján rekordot ért el az első nap.
A TOM Group a cég 66%-át birtokolta. 2007. márciusi közleményéből kiderült, 1,57 milliárd hongkongi dollárt fizetne, hogy teljes egészében felvásárolja a céget a kisebbségi tulajdonosoktól. Az üzletkötés megszavazása június 8-ra volt kitűzve, de augusztus 10-re halasztották. A Morgan Stanley egy riportban azt állította, hogy egy részvény tényleges értéke 1,90 hongkongi dollár kellene hogy legyen. A szavazás körüli huzavona miatt elemzők szerint a többségi részvénytulajdonosok nem voltak magabiztos fellépésűek. A piacok általános visszajelzéséből kiderült, hogy alulértékelték a részvényeket. A TOM Online azóta magáncégként üzemel.